# Renatissimo!
(dall'introduzione dell'album in coda a "Sono innocente")
Renatissimo! è la terza raccolta ufficiale di Renato Zero, pubblicato nel 2006.

## Il disco
È una raccolta divisa in tre CD che include brani rimasterizzati, estratti dal primo album del cantante romano, No! Mamma, No! pubblicato nel 1973 fino all'album Il dono del 2005; la raccolta non include brani degli album Leoni si nasce, Soggetti smarriti, Zero del periodo 1984-1987 e dell'album La coscienza di Zero (1991).
Renatissimo! è la prima raccolta ufficiale che racchiude i grandi successi della carriera di Renato Zero, insieme a due brani inediti (Sono innocente e Fammi sognare almeno tu) ed una versione, anch'essa inedita, di Più su. Sono innocente è il singolo di lancio della raccolta. Il testo è stato scritto dalla coppia Guido Morra-Maurizio Fabrizio, stessi autori che tra l'altro hanno scritto I migliori anni della nostra vita sempre di Zero. È il quinto disco più venduto del 2006 in Italia secondo i dati ufficiali Fimi-AcNielsen. Il disco ha venduto oltre 300 000 copie.

## Versione
Questo disco, uscito il 17 novembre 2006, è stato pubblicato in 2 versioni differenti:
1. CD standard (formato Jewel Case) Esiste in 2 colori: fondo grigio e scritta "Renatissimo" in argento e fondo oro e scritta "Renatissimo" dorata.
2. CD Limited Edition (formato Book) Unica combinazione di colori: fondo oro e scritta "Renatissimo" dorata.

L'edizione limitata è in formato libro e contiene 2 brani in più (le extended version di "Mi Vendo" e "Morire Qui", rispettivamente traccia 15 e 16 del primo cd), tutti i testi delle canzoni contenute nel CD ed un album fotografico che ripercorre la carriera di Renato Zero.

## Tracce
Disco 1:
1. Sono innocente (inedito) - 6:20
2. No! Mamma, no! - 4:05
3. Inventi - 3:26
4. Motel - 4:29
5. Madame - 3:43
6. Un uomo da bruciare - 3:37
7. Mi vendo - 4:14
8. Vivo - 3:55
9. Morire qui - 3:35
10. Il cielo - 4:16
11. La favola mia - 4:20
12. Triangolo - 4:37
13. Baratto - 4:19
14. Il carrozzone - 4:36

Disco 2:
1. Amico - 4:54
2. Niente trucco stasera - 4:05
3. Fortuna - 5:29
4. Più su (versione inedita) - 5:11
5. Marciapiedi - 4:32
6. Il Jolly - 5:16
7. Viva la RAI - 2:42
8. Resisti - 4:48
9. Spiagge - 4:19
10. Voyeur - 5:00
11. Accade - 6:55
12. Ave Maria - 6:16
13. Spalle al muro - 5:01

Disco 3:
1. I migliori anni della nostra vita - 4:27
2. Felici e perdenti - 4:44
3. Nei giardini che nessuno sa - 5:54
4. Figaro - 7:48
5. Cercami - 5:42
6. L'impossibile vivere - 4:04
7. Come mi vorresti - 4:47
8. Il coraggio delle idee - 5:03
9. Magari - 5:22
10. Tutti gli zeri del mondo - 4:31
11. A braccia aperte - 5:00
12. Non cancellate il mio mondo - 4:19
13. Mentre aspetto che ritorni - 4:39
14. Fammi sognare almeno tu (inedito) - 5:10

## Formazione
- Renato Zero – voce
- Paolo Costa – basso
- Lele Melotti – batteria
- Giorgio Cocilovo – chitarra
- Danilo Madonia – tastiera
- Rosario Jermano – percussioni
- Maurizio Parafioriti Registrato e Mixato

## MpZero (Tour 2007)

### Date
1. 26 maggio Padova, Stadio Euganeo (ospite Sergio Cammariere)
2. 2 giugno Roma, Stadio Olimpico (ospite Gino Paoli)
3. 3 giugno Roma, Stadio Olimpico (ospiti Gino Paoli e Gigi Proietti)
4. 9 giugno Milano, Stadio S.Siro (ospite Laura Pausini)
5. 13 giugno Firenze, Stadio Artemio Franchi (ospite Giorgio Panariello)
6. 16 giugno Bari, Arena della Vittoria (ospite Albano Carrisi)
7. 20 giugno Palermo, Velodromo (ospite Mariella Nava)

### La scaletta
1. Io uguale io
2. Niente trucco stasera
3. Svegliatevi poeti
4. Infiniti treni
5. Siamo eroi
6. Cercami
7. Ostinato amore
8. L'ambulanza
9. Il maestro
10. Dimmi chi dorme accanto a me
11. Artisti
12. Profumi balocchi e maritozzi
13. Sono innocente
14. Magari
15. Sosia
16. Immi Ruah
17. Baratto
18. Accade
19. Spiagge
20. Sesso o esse
21. L'impossibile vivere
22. Triangolo
23. D'aria e di musica
24. Fammi sognare almeno tu
25. Il cielo

(in coda a "Mentre aspetto che ritorni")

## Classifiche

### Classifiche settimanali
| Classifica (2006) | Posizione massima |
| ----------------- | ----------------- |
| Italia            | 3                 |

### Classifiche di fine anno
| Classifica (2006) | Posizione |
| ----------------- | --------- |
| Italia            | 5         |
| Classifica (2007) | Posizione |
| Italia            | 32        |